# Славко Лумбарковски
Славко Танев Лумбарковски е югославски партизанин и деец на НОВМ.

## Биография
Роден е на 30 март 1922 година в град Битоля. Завършва училище в родния си град. След това отива в Белград да продължи да учи. По-късно влиза в земеделския факултет в Земун. Влиза в НОВМ. Умира на 1 септември 1944 година като заместник-политически комисар на Първа македонско-косовска ударна бригада.